# Mark Buford
Mark Buford, (nacido el 8 de octubre de 1970 en Memphis, Tennessee) es un exjugador de baloncesto estadounidense. Con 2.08 de estatura, su puesto natural en la cancha era el de ala-pívot.